# Samsonite

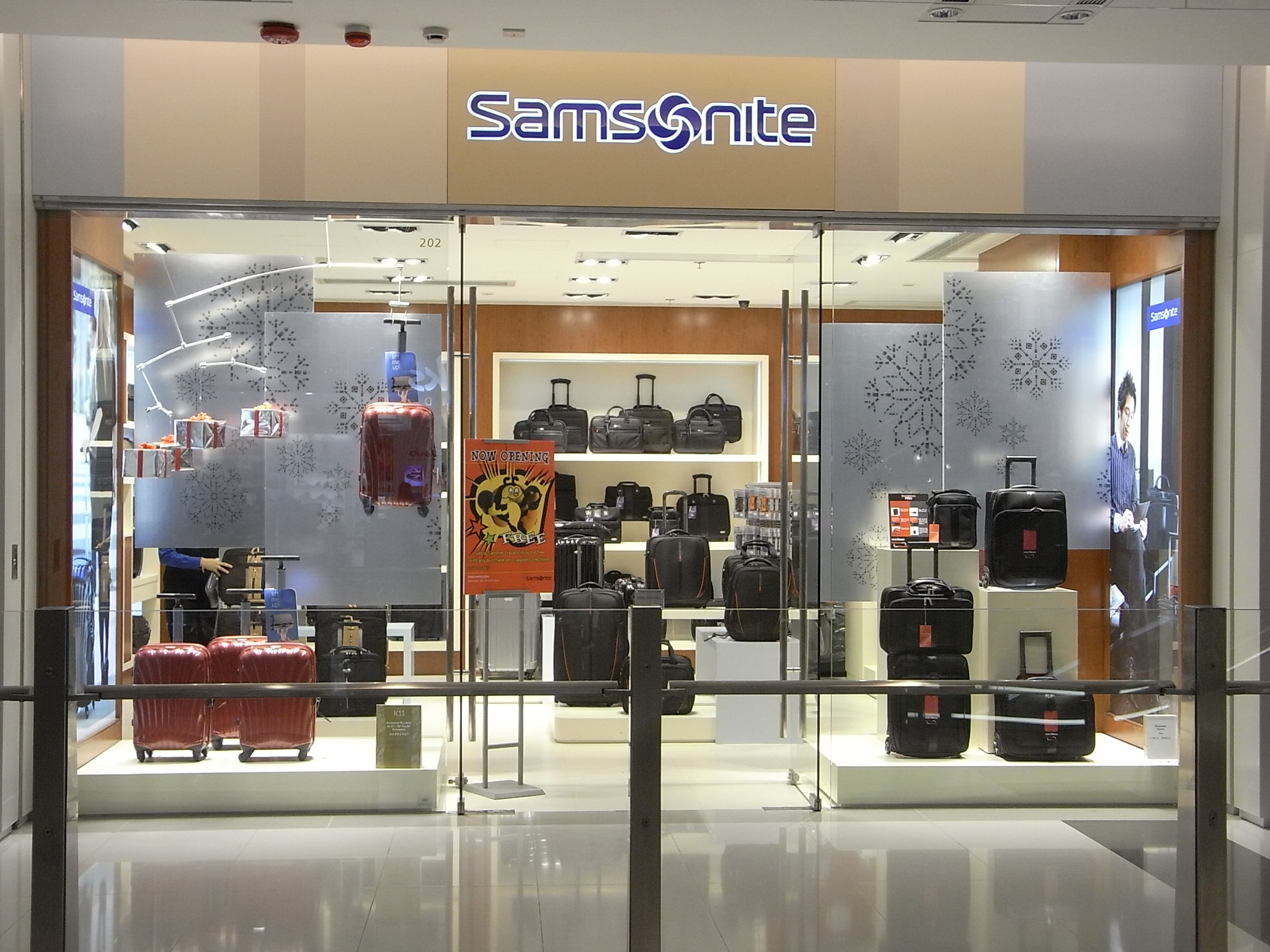
Samsonite-affär i Hongkong.

Samsonite är världens största väsktillverkare. Bolaget tillverkar allt ifrån stora resväskor till små necessärer. 
Samsonite startades 1910 i Colorado USA av Jess Shwayder. Bolaget hette då The Shwayder Trunk Manufacturing Company. En av bolagets första väskor döpte Shwayder till Samson efter Bibelns Simson (på engelska Samson). 1966 ändrades företagsnamnet till Samsonite och bolaget har numera sitt högkvarter i Mansfield, Massachusetts.